# Atli Gregersen
Atli Gregersen, né le 15 juin 1982 à Tórshavn aux îles Féroé, est un footballeur international féroïen, qui évolue au poste de défenseur.

## Biographie

### Carrière en club
En juillet 2010, Atli Gregersen rejoint le club professionnel du Ross County. Il dispute seulement une rencontre en Coupe de la Ligue. En février 2011, il résille son contrat avec le club et retourne alors au Víkingur Gøta.
Avec le Víkingur Gøta, Atli Gregersen dispute 15 matchs en Coupe de l'UEFA,.
Avec le GÍ Gøta, il remporte une coupe des îles Féroé. Puis avec le Víkingur Gøta, il remporte quatre coupes.

### Carrière internationale
Atli Gregersen compte 32 sélections avec l'équipe des îles Féroé depuis 2009. Il porte cinq fois le brassard de capitaine, depuis 2010.
Il est convoqué pour la première fois en équipe des îles Féroé par le sélectionneur national Brian Kerr, pour un match des éliminatoires de la Coupe du monde 2010 contre la Serbie le 10 juin 2009. Le match se solde par une défaite 2-0 des Féroïens. 
Il porte pour la première le brassard de capitaine, le 16 novembre 2010, à l'occasion d'un match amical contre l'Écosse.

## Palmarès
- Avec le GÍ Gøta
  - Vainqueur de la Coupe des îles Féroé en 2005

- Avec le Víkingur Gøta
  - Champion des îles Féroé en 2016 et 2017
  - Vainqueur de la Coupe des îles Féroé en 2009, 2012, 2013 et 2015
  - Vainqueur de la Supercoupe des îles Féroé en 2014, 2015 et 2016